# Мысливец, Анджей
Анджей Мысливец (пол. Andrzej Myśliwiec, 3 июля 1957, Катовице, Польша) — польский хоккеист (хоккей на траве), нападающий.

## Биография
Анджей Мысливец родился 3 июля 1957 года в польском городе Катовице.
В 1977 году окончил в Катовице горную техническую школу, в 1988 году — университет физического воспитания, где получил степень магистра физвоспитания и квалификацию тренера второго класса.
В 1970—1989 годах играл в хоккей на траве за АЗС-АВФ из Катовице. В её составе был серебряным (1980) и шесть раз бронзовым (1975, 1977—1978, 1982—1984) призёром чемпионата Польши.
В 1980 году вошёл в состав сборной Польши по хоккею на траве на летних Олимпийских играх в Москве, занявшей 4-е место. Играл на позиции нападающего, провёл 5 матчей, забил 2 мяча (по одному в ворота сборных Кубы и Танзании).
Участвовал в чемпионатах мира 1978, 1982 и 1986 годов, в чемпионатах Европы 1978, 1983 и 1987 годов.
В 1976—1988 годах провёл за сборную Польши 190 матчей, забил 35 мячей. Отличался высокой скоростью.
Мастер спорта Польши. Награждён серебряной медалью за спортивные достижения.
В 1989 году переехал в Италию. Жил в Монтекальво, играл за ЧУС из Турина, в составе которого дважды становился серебряным призёром чемпионата страны.

## Семья
Отец — Мечислав Мысливец, мать — Цецилия Возна.
Жена — Йоанна Католик, физиотерапевт. Сын Якуб также играл в хоккей на траве за ЧУС.